# María Mercedes Carranza
María Mercedes Carranza (Bogotá, 24 de mayo de 1945-11 de julio de 2003) fue una poeta y periodista colombiana. Fue una de las integrantes de la Asamblea Nacional Constituyente de 1991, que dio a Colombia la constitución de 1991, integrando la bancada de la ADM-19.

## Biografía
Fue la segunda hija de Rosa Coronado y el poeta Eduardo Carranza, que en 1952 se trasladó a España como agregado cultural de la embajada colombiana en Madrid.

### Niñez
María Mercedes Carranza vivió en Madrid entre los seis y trece años de edad, con temporadas en París, bajo la influencia de la actividad intelectual de su padre y su tía abuela materna, la poeta Elisa Mujica, que por esos años también residía en España: “La fábula de mi infancia está tejida con sus leyendas y cuentos; con ella descubrí el poder de la palabra" (Carranza en entrevista con Carlos Jáuregui).
La familia regresó a la capital colombiana en 1958, y la joven María Mercedes vivió un periodo de difícil readaptación a su país natal: "Cuando volví, todavía jugaba con muñecas y no sabía cómo nacían los bebés. Había salido de España y de mi niñez, y sentía una terrible nostalgia cultural que enfrenté con la decisión de pertenecer a Colombia". Allí terminó sus estudios secundarios con secretariado bilingüe, para cursar posteriormente Filosofía y Letras, primero en Madrid, y luego, intermitentemente entre 1965 y 1978, en la Universidad de los Andes de Bogotá, donde se graduó con una tesis sobre la obra de su padre. Fruto de su investigación, que se convertiría con los años en uno de los estudios más autorizados sobre Eduardo Carranza, es la introducción a la antología Carranza por Carranza (Bogotá: Procultura, Editorial La Rosa, 1985, ISBN 9789589083017)..
En 1965, a sus veinte años, es nombrada directora de "Vanguardia", página literaria del diario bogotano El Siglo. Desde allí difundió la obra de autores que después se harían muy significativos, como Juan Manuel Roca y Nicolás Suescún, entre otros muchos. En 1970 decide vivir con el escritor Fernando Garavito, subdirector del Instituto Colombiano de Cultura, con quien se casa civilmente, desafiando las normas católicas predominantes en el círculo de su familia. Con Garavito codirigió la revista cultural "Estravagario" del diario caleño El Pueblo en 1975. Poco después fue nombrada jefe de redacción de la revista Nueva Frontera, que había sido fundada en 1974 por el expresidente liberal Carlos Lleras Restrepo, cargo que desempeñó durante trece años, y en el que tuvo una activa participación en la opinión política nacional.
Ya desde 1965 había comenzado a publicar crítica cultural (por ejemplo una entrevista con Vicente Aleixandre) y poemas y cuentos sueltos (por ejemplo "Uno se muere y zás"). Pero su trayectoria literaria se hace notable a partir de la década de 1970: en 1971 edita y prologa la antología Nueva poesía colombiana, que difundió la obra de ocho poetas jóvenes en una edición popular y de bolsillo; otro tanto hace por narradores contemporáneos en cuentistas jóvenes], publicado en 1972; y ese mismo año aparece su primer poemario Vainas y otros poemas (1968-1972)].

### Madurez
Desde 1986 dirigió la Casa de Poesía Silva en Bogotá. Fue elegida para la Asamblea Nacional Constituyente de 1991 por la Alianza Democrática M-19.
Tras meses de angustia por el secuestro de su hermano, Ramiro Carranza, decidió suicidarse con una sobredosis de antidepresivos el 11 de julio de 2003 en Bogotá. Recibió cientos de homenajes en colegios, instituciones públicas y casas culturales.

## Obra
En su análisis sobre la lírica de los años 70 en Colombia, el crítico James J. Alstrum destaca la "labor poética demoledora pero sana y necesaria para encaminar el poema hacia derroteros insólitos" de Carranza. Su aporte literario y cultural se mide además por haber contribuido a fundar en 1986 la Casa de Poesía Silva en Bogotá, que dirigió hasta su muerte y desde donde se dedicó a apoyar la producción poética con recitales, talleres, premios, y una biblioteca y revista especializadas. La suya fue así, en palabras del poeta mexicano José Emilio Pacheco, "una obra justa y necesaria que se extendió a otras formas de amar la poesía y creer en ella".
María Mercedes Carranza logró unir en la poesía la filosofía de su vida. En cada una de sus producciones se pueden evidenciar importantes problemas filosóficos y, más aún, existenciales, pues tanto el amor como la muerte rodearon su vida y varios trechos de su obra, en donde los abordó con profundidad y detenimiento. Su rastreo poético por la órbita existencial ha generado que algunos estudiosos la relacionen con otras dos grandes poetisas del continente: Alfonsina Storni y Alejandra Pizarnik. "Según Harold Alvarado Tenorio, en Colombia –en la década de los noventa– fueron varias las poetas que frecuentaron el tema del amor, de la intimidad de pareja, de la entrega perpetua hacia el ser amado; pero ninguna se atrevió a plasmar el afecto pasional y carnal tan directamente como lo hizo María Mercedes Carranza en sus escritos. De hecho, aquellos entusiasmos que se comparten con el ser amado se materializaron en su poemario De amor y desamor; sin embargo, surge hacia la mitad del texto una desilusión pasional de forma paulatina que inicia el proceso de cambio hacia el verdadero amor: su profesión de escritora. Así, el cambio entre el amor sexual y el amor a la escritura son estados de transición que se expresan con un discurso espontáneo y franco, que se hace más evidente, en la medida en que el lector avanza en la obra e interpreta la sucesión de los poemas. Por tanto, De amor y desamores un poemario en el que la voz poética conjetura un estado de transición entre estos dos sentimientos, en la medida que establece un orden de presentación para cada uno de los veintiún poemas".
Como lo resume la crítica Lucía Tono, el "efecto lúdico e irónico" de la poesía de Carranza puede leerse como testimonio de lo que significó ser mujer en la Colombia del siglo XX. Pero también se ubica dentro del escepticismo que la misma Carranza señaló como característico de la llamada "poesía post-nadaísta" y que otros, como el ya citado Alstrum o el escritor Harold Alvarado Tenorio, consideran un rasgo distintivo de la "Generación Desencantada". Otras direcciones de lectura que ha inspirado la estética de Carranza incluyen la sátira de lo nacional y de la civilización Occidental, y una mirada ecológica, especialmente en su último poemario.
La revista de creación Palimpsesto n.º 19 (Carmona-Sevilla, 2004) dedicó un amplio dossier sobre su vida y su obra (pp.31-50).
María Mercedes Carranza leyó sus poemas en voz alta y lo registró en diversas oportunidades para la Casa de Poesía Silva, ubicada en el centro de Bogotá, y la emisora HJCK.

### Poemarios
- Vainas y otros poemas (1972) (Para consulta gratuita en línea, haga clic aquí)[23]
- Tengo miedo (1983)
- Maneras de desamor (1993)
- Hola, soledad (1987)
- El canto de las moscas (1997) (Para consulta gratuita en línea, haga clic aquí)[24]
- La Patria y otras ruinas (antología, selección de Francisco José Cruz, entrevista de Sandra Martínez León, col. Palimpsesto, Carmona-Sevilla, 2004)

### Otros libros
- Nueva poesía colombiana (1972)
- Siete cuentistas jóvenes (1972)
- Estravagario (1976)
- Antología de la poesía infantil colombiana (1982)
- Carranza por Carranza (sobre su padre Eduardo Carranza) (1985).